# Cena Eyvinda Johnsona

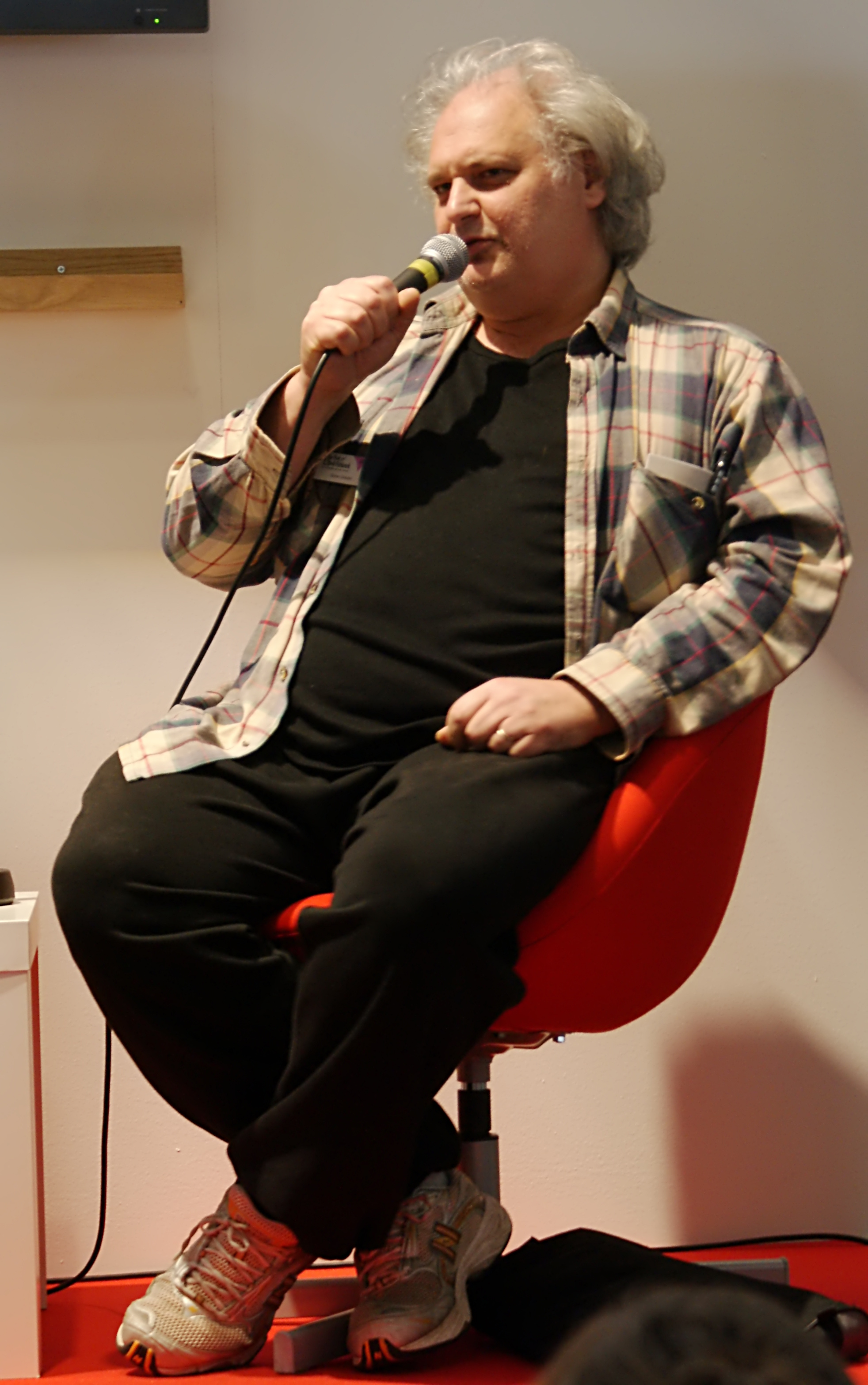
Göran Greider, výherce 9. ročníku ceny Eyvinda Johnsona

Cena Eyvinda Johnsona (švédsky Eyvind Johnsonpriset) je literární cena, která se od roku 1988 udílí každý druhý rok v obci Boden. Cena je honorována 40 000 švédskými korunami. Laureáti jsou voleni porotou sestávající ze spisovatelů a literárních kritiků. 

## Laureáti
- 1989 – Klas Östergren
- 1991 – Lennart Hagerfors
- 1993 – Per Olov Enquist
- 1995 – Rolf Aggestam
- 1997 – Kerstin Ekman
- 2000 – Lars Jakobson (ceny za rok 1999 a 2001 se sloučily)
- 2002 – cena nebyla udělena
- 2004 – Lotta Lotass
- 2006 – Göran Greider
- 2008 – Bengt Ohlsson
- 2010 – Bengt Pohjanen
- 2012 – Johan Jönson
- 2014 – Elisabeth Rynell
- 2016 – Majgull Axelssonová
- 2018 – Andrzej Tichý
- 2019 – Mirja Unge
- 2020 – Steve Sem-Sandberg
- 2022 – Maxim Grigoriev
- 2024 – Ida Linde